# Дор (Большерагозинское сельское поселение)
Дор— деревня в Краснохолмском районе Тверской области, входит в состав Барбинского сельского поселения.

## География
Деревня расположена на берегу реки Могоча в 15 км на юг от центра поселения деревни Барбино и в 20 км на юг от районного центра города Красный Холм. В 2 км на юг от деревни находится остановочный пункт Дор на ж/д линии Сонково — Весьегонск.

## История
В конце XIX — начале XX века деревня являлась центром Могочской волости Бежецкого уезда Тверской губернии. В 1859 году в деревне было 40 дворов.  
С 1929 года деревня входила в состав Могочевского сельсовета Краснохолмского района Бежецкого округа Московской области, с 1935 года — в составе Калининской области, с 1954 года — в составе Юровского сельсовета, с 2005 года — в составе Большерагозинского сельского поселения, с 2013 года — в составе Барбинского сельского поселения.

## Население
| 1859 | 1887 | 2010 |
| ---- | ---- | ---- |
| 205  | ↘187 | ↘10  |